# Don’t Come Easy
«Don’t Come Easy» — песня австралийского исполнителя Айзаи Файрбрейса, представляющая страну на конкурсе песни Евровидение 2017. Песня была выпущена в качестве сингла 8 марта 2017 года лейблом Sony Music Entertainment. Айзая Файрбрейс стал победителем внутреннего австралийского отбора на конкурс; ранее он стал победителем 8 сезона австралийской версии шоу талантов The X Factor.

## Список композиций
| №  | Название          | Длительность |
| -- | ----------------- | ------------ |
| 1. | «Don’t Come Easy» | 3:07         |

## Хронология издания
| Страна    | Дата         | Формат               | Лейбл                |
| --------- | ------------ | -------------------- | -------------------- |
| Австралия | 8 марта 2017 | цифровая дистрибуция | Sony Music Australia |